# Éruption de la montagne Pelée en 1902
L'éruption de la montagne Pelée en 1902 est une éruption volcanique majeure, la plus meurtrière du XXe siècle, survenue sur l’île française de la Martinique (Antilles), qui a débuté le 23 avril 1902 et s'est poursuivie jusqu'au 5 octobre 1905.
Sa nuée ardente (ou nuage pyroclastique) du 8 mai 1902 reste célèbre pour avoir, en quelques minutes, entièrement détruit ce qui était alors la plus grande ville de la Martinique, Saint-Pierre, tué la quasi-totalité de ses habitants avec seulement trois rescapés certifiés (plus de 30 000 personnes sont mortes soit 1/5e de la population de l’île),, et coulé une vingtaine de navires marchands. Cette éruption explosive (de niveau 4 sur l'échelle VEI) est la catastrophe la plus meurtrière du XXe siècle en France et l'éruption volcanique la plus meurtrière au monde depuis celle du Krakatoa en 1883. La destruction de la ville et de ses alentours était inévitable, mais ses habitants et de nombreux marins ont été les victimes de l'incompétence des scientifiques en charge d'évaluer la situation, ainsi que de mauvaises décisions politiques et administratives sur instructions ministérielles : refus par le gouverneur de la Martinique, Louis Mouttet, de faire évacuer la ville et de laisser appareiller les navires ancrés dans la rade afin d’assurer le second tour de l'élection législative du 11 mai.
L’éruption type de 1889-1905, dont la nuée ardente catastrophique du 8 mai 1902 n’était qu’une phase, est une référence fondamentale de volcanologie : c’est la première éruption volcanique qui ait été scrupuleusement étudiée et décrite scientifiquement (par Lacroix, Heilprin, Jaggar, Perret et beaucoup d'autres). Pour désigner ce type d'éruption, Lacroix a utilisé l'expression « éruption péléenne » et pour ses événements destructeurs, l'expression « nuée ardente ».
De par les conséquences humaines et matérielles de la sous-estimation d'un danger « naturel » imminent, cette éruption montre aussi l'importance de l'évaluation et de la prise en compte par les autorités des risques naturels, et notamment du risque volcanique. La nuée du 30 août 1902 a encore fait un millier de victimes. L'éruption de 1929-1932 n'en a pas fait, car toute la population du Nord de l'île avait été évacuée à la suite du retour d'expérience des événements précédents.

## Cadre et contexte

### Saint-Pierre

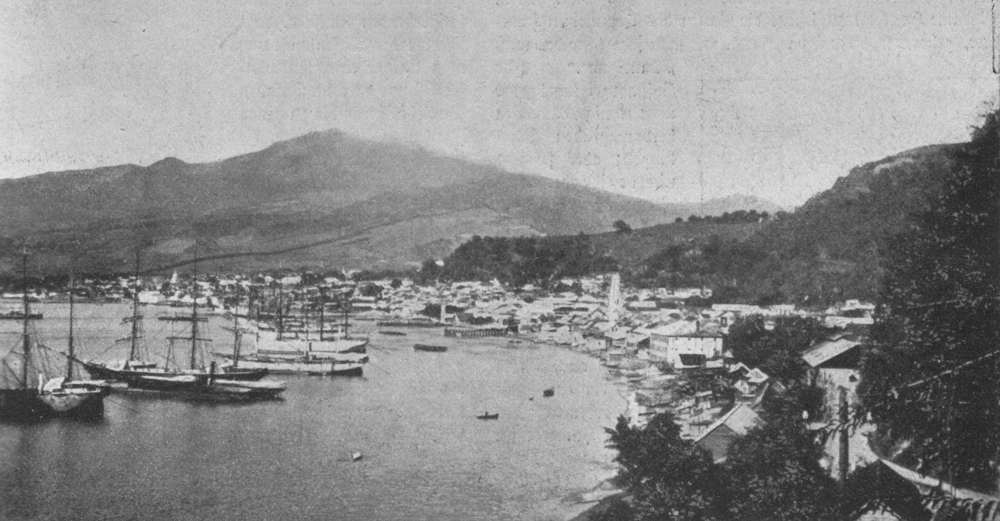
Saint-Pierre avant l'éruption de 1902.

La ville de Saint-Pierre s’étendait en bordure de sa rade bien protégée, sur environ 3 km de long et 400 m de large, au pied du flanc sud-ouest du volcan. Elle était entourée de plusieurs hameaux et villages, le tout étant directement exposé aux effets des éruptions.

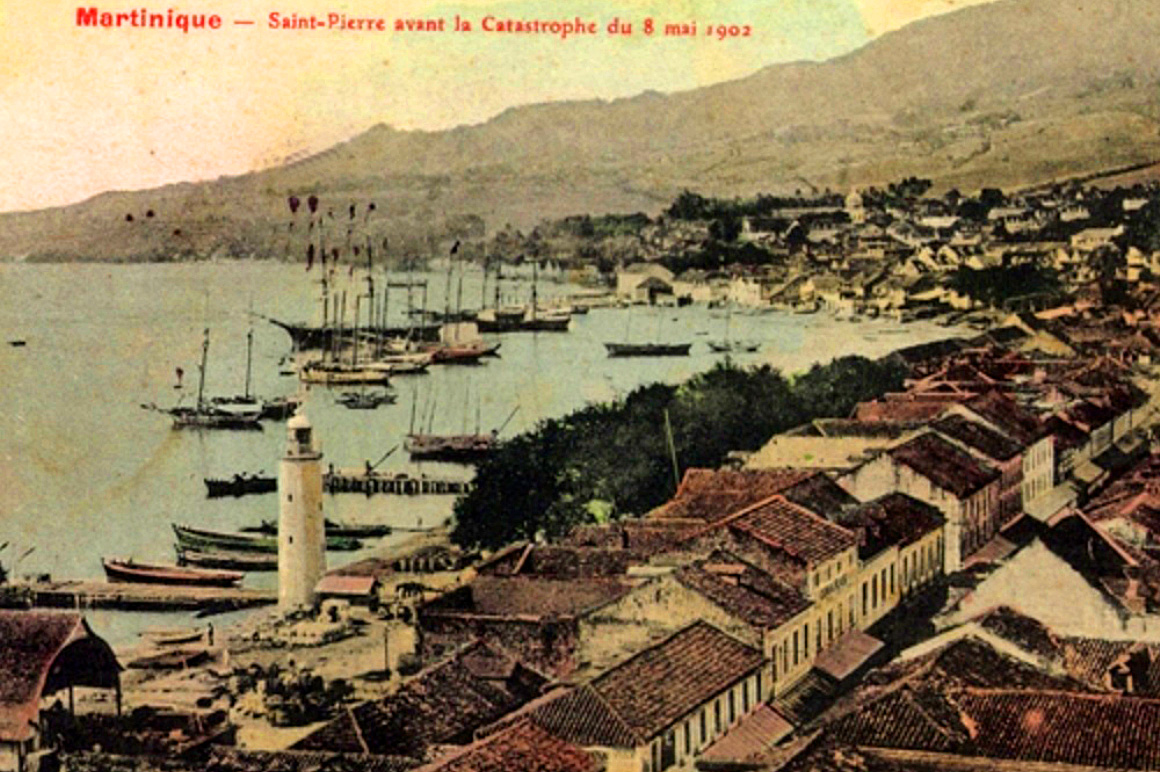
Saint-Pierre, le Petit Paris des Antilles.

Saint-Pierre, surnommée le Petit Paris des Antilles, avait été le chef-lieu de la Martinique jusqu'en 1692 et en était restée jusqu'à l'éruption de 1902 la capitale économique et culturelle. Elle avait une cathédrale, un théâtre, un lycée, un hôpital, une prison, une chambre de commerce, des consulats étrangers, un journal (Les Colonies), etc. Son port, en fait un simple mouillage dans la rade, à environ 100 m du rivage, accueillait de nombreux navires marchands internationaux pour exporter le sucre et le rhum produits dans ses usines.

### Volcan

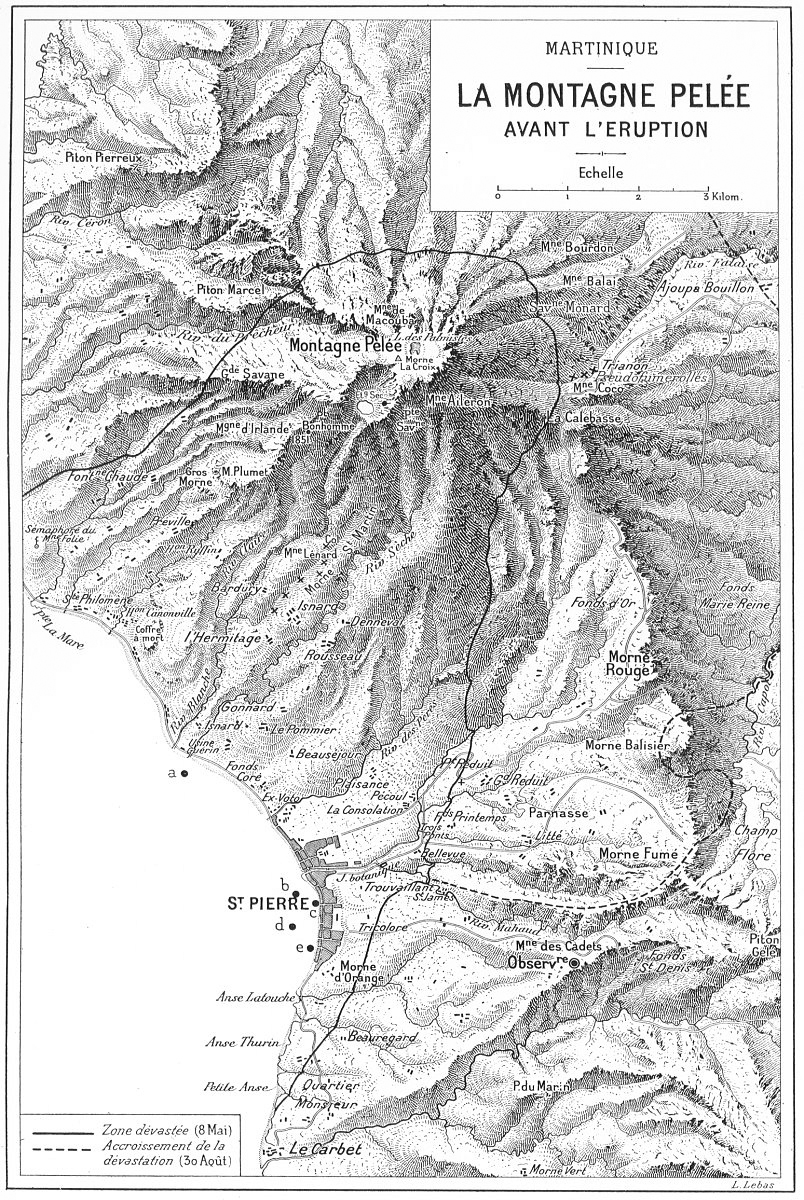
Carte de la montagne Pelée avant l’éruption, par Lacroix, in La montagne Pelée et ses éruptions.

Située au milieu de l’arc de subduction des petites Antilles qui compte une dizaine de volcans actifs, à l’extrémité nord de la Martinique, la montagne Pelée est un stratovolcan gris calco-alcalin, empilement subconique de blocs et de pyroclastites plus ou moins cimentés, enrobant un axe subvertical d’andésite, racine de deux dômes juxtaposés, celui de 1902 au nord-est et celui de 1929, le sommet le plus élevé : 1 397 m. Les dômes occupent l'est de la demi-caldeira de l’étang Sec, ouverte au sud-ouest vers Saint-Pierre qui s’étend à son pied. Le cône volcanique a une surface d'environ 120 km2. Il est strié par un réseau dense de ravines rayonnantes dont la principale est la rivière Blanche qui part de l’étang Sec et se jette dans la rade, au nord de Saint-Pierre.
L’activité de la montagne Pelée, de type éruptif péléen, est modérée, avec des éruptions peu fréquentes, courtes, relativement faibles et lentes. Cependant, son dynamisme magmatique peut être violent et son évolution, difficilement prévisible.
En éruption, son magma d’andésite à labrador et hypersthène, très gazeux et très visqueux, produit des nuées ardentes par explosions violentes de dégazage, des lahars par pluies de condensation de vapeur d’eau volcanique et vidange d’étangs temporaires, construit des dômes ou des aiguilles plus ou moins vacuolaires instables, mais pas de coulées de lave. En décembre 2020, les scientifiques ont observé « une reprise de certaines formes d'activité sur la montagne Pelée », sans émission de fumerolles.

### Activité volcanique
La première phase d’activité de l’arc antillais se serait produite il y a 50 à 25 millions d'années (Ma). La phase actuelle aurait débuté vers −5 Ma, d’abord au morne Jacob (environ −5 à −2 Ma), et aux pitons du Carbet (environ −2 à −1 Ma), puis au piton Conil (plus récent que −0,5 Ma).
La montagne Pelée se serait formée il y a environ 300 000 ans sur le bord nord de la dépression de Saint-Pierre entre le morne Jacob et le piton Conil. Lors de l’épisode actuel qui aurait débuté il y a environ 13 500 ans, elle aurait eu une trentaine d’éruptions pliniennes ou péléennes, en groupes alternants plus ou moins longs et nombreux, non cycliques.
Vers 300, le volcan aurait produit une éruption qui aurait freiné le peuplement caraïbe de la Martinique. Peut-être à la suite d’une éruption au XVIe siècle, les Caraïbes auraient appelé le volcan « montagne de Feu ».
Lors de l’arrivée des Français le 15 septembre 1635, le volcan venait de produire une éruption péléenne — dôme dans le cratère sommital, plusieurs nuées ardentes, destruction de la végétation sur toute la surface du volcan d'où la dénomination de « montagne Pelée ».
Depuis, le volcan a eu quatre éruptions documentées en un peu plus de 200 ans : dynamisme phréatique en 1792 et 1851/1854 (paroxysme le 5 août 1851) ; dynamisme magmatique péléen en 1889/1905 (paroxysmes les 8 mai et 30 août 1902) et 1927/1932 (paroxysme le 18 octobre 1929).

## Chronologie d'événements précurseurs à l'éruption de 1902 dans le cadre de l'éruption de 1889-1905

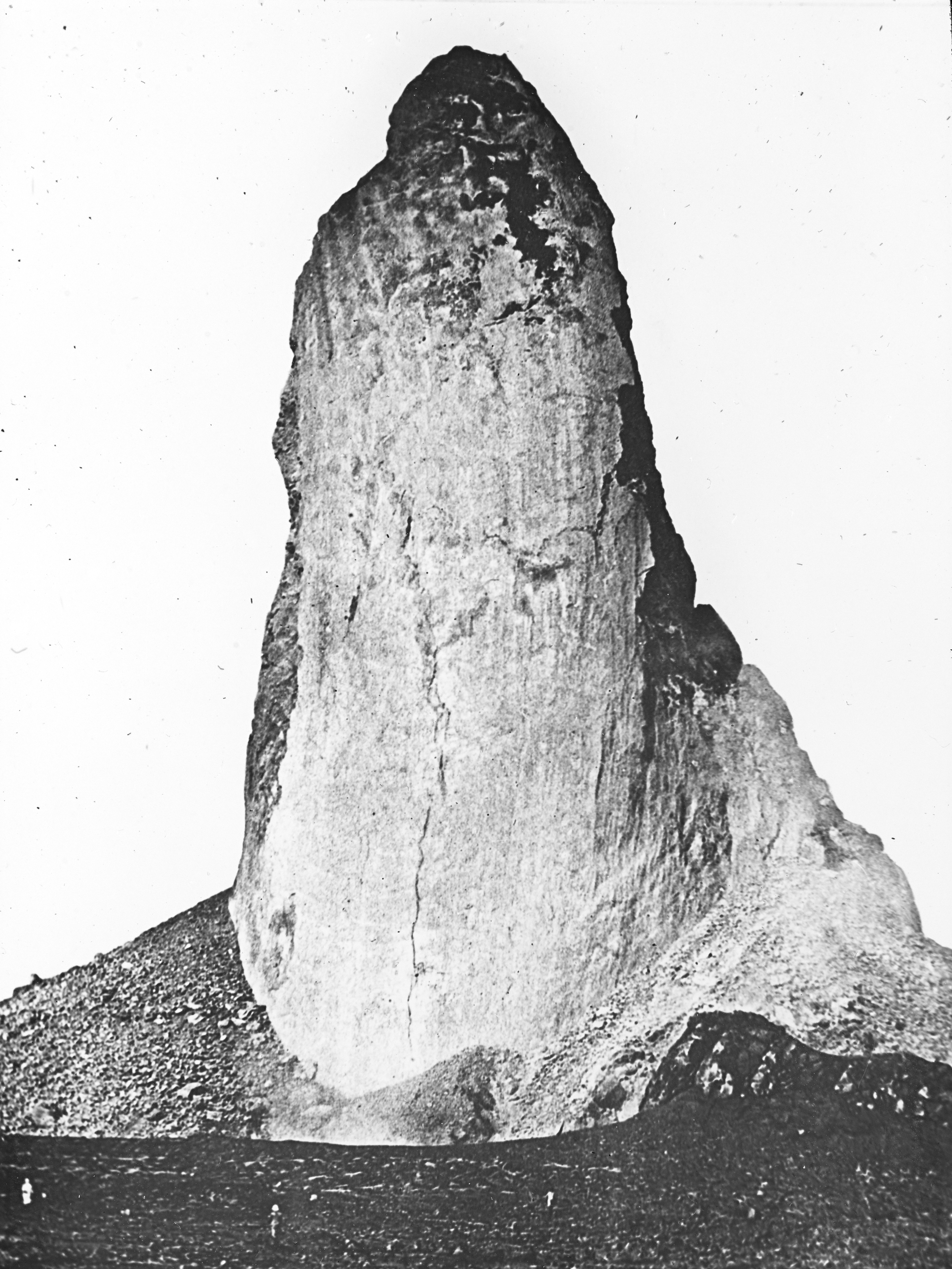
Aiguille de lave avant son effondrement, image prise en 1903.

Après une accalmie d’une trentaine d’années, l’éruption a débuté en 1889. Ses événements majeurs sont la nuée ardente du 8 mai 1902 et celle plus puissante du 30 août. Le volcan est loin de s’être réveillé brusquement et de façon inattendue :
- 1889, début de l’éruption : fumerolles intermittentes dans l’étang Sec, cratère sommital ;
- février 1902 : permanence et intensification des fumerolles sulfhydriques ; pas d'inquiétude ;
- mardi 22 avril : rupture du câble télégraphique vers la Guadeloupe ;
- mercredi 23 avril, début de la phase phréatique : séismes, grondements souterrains, pluie de cendres au sud et à l’ouest sur Saint-Pierre ;
- vendredi 25 avril : nuage de cendres ; en bordure de l'étang Sec, construction d'un cône de pyroclastite ;
- samedi 26 avril : les cendres retombent sur Saint-Pierre et les environs ; pas d'inquiétude ;
- dimanche 27 avril : l'étang Sec se remplit d’eau bouillonnante jaillissant du cône de pyroclastite haut d’environ 15 m ; forte odeur de soufre dans les rues de Saint-Pierre et à 10 km alentour ; premier tour des élections législatives ;
- mercredi 30 avril : dans la ravine Roxelane qui traverse Saint-Pierre et au nord dans celle des Pères, lahars charriant des rochers et des arbres arrachés au sommet ; au nord, les villages du Prêcheur et de Sainte-Philomène sont couverts de cendres ;
- vendredi 2 mai à 11 h 30, début de la phase magmatique : séismes, éclairs, violentes détonations ; soleil masqué ; couche de cendres épaisse de plusieurs centimètres sur toute la partie nord de la Martinique ;
- samedi 3 mai : le vent renvoie le nuage de cendres vers le nord, dégageant provisoirement Saint-Pierre ; séismes ; rupture du câble télégraphique vers la Dominique ;
- dimanche 4 mai : retour et intensification des chutes de cendres ; toutes les ravines sont en crue ; coupures des routes vers le nord ; début d’affolement et de départs ;
- lundi 5 mai : le matin, calme apparent du volcan ; chassés des hauts par l’eau et les cendres brûlantes, à l’embouchure de la rivière Blanche, invasion de l’usine Guérin par des myriades de fourmis (fourmis-fous) et de scolopendres (bêtes-mille-pattes) venimeux, et dans les rues de Saint-Pierre, invasion de serpents fer-de-lance dont la morsure est mortelle — environ 50 personnes et plus de 200 animaux tués[4] ; ensuite, le débordement de l’étang Sec produit un lahar dans la rivière Blanche qui ensevelit l’usine Guérin sous plus de 6 m de boue brûlante — 23 victimes[A 1] —, provoque un tsunami inondant les bas-quartiers de Saint-Pierre, coulant un navire au mouillage[5] et coupant toutes les liaisons télégraphiques avec les îles voisines ; rupture du réseau électrique surchargé par les cendres humides ;
- mardi 6 mai : début de la formation du dôme au bord de la caldeira de l'étang Sec ; expulsion explosive continue de cendres incandescentes ; pluies torrentielles (condensation de la vapeur d’eau) et lahars dans toutes les ravines ; rade couverte d’un épais tapis de cendres, ponces et débris végétaux ;
- mercredi 7 mai : calme apparent, car l’obstruction du cratère par le dôme en surrection bloque l’expulsion des gaz et des pyroclastites, préparant l’explosion finale du bouchon du cratère, sous l’énorme pression de dégazage du magma ;
- nuit du 7 au 8 mai : d'intenses orages provoquent des coulées de boue ; entre 3 et 4 heures du matin, elles dévalent les pentes et touchent Macouba, Basse-Pointe et Grand'Rivière ; celle qui fait déborder la rivière du Prêcheur cause la mort de 400 personnes au Prêcheur ; cet événement étant survenu très peu de temps avant le paroxysme, son information ne sera pas diffusée[A 2].

## Éruption paroxystique et catastrophe du 8 mai 1902

### Jours précédant le 8 mai à Saint-Pierre
Les effets sans victimes, en grande partie limités aux alentours du cratère, des éruptions phréatiques de 1792 et 1851/1854 étaient connus mais vus comme des curiosités pittoresques. Il en est ainsi jusqu’au 27 avril 1902, jour du premier tour de l’élection législative.
- À partir du 2 mai, les événements inquiétants se succèdent, mais en pleine campagne électorale, l’administration veut que le second tour de l’élection — prévu le 11 mai[A 3] — se passe normalement. Les personnalités de la ville se partagent en partisans et adversaires de l’évacuation de la ville selon leurs opinions politiques, et le journal Les Colonies ne publie pas d’article alarmant sur le comportement du volcan ;
- 3 mai : inspection du gouverneur Louis Mouttet ; consignation de la troupe mise en état d’alerte ; nombreuses confessions dans la cathédrale et les églises ; le même jour, le gouverneur Mouttet nomme une commission de scientifiques pour évaluer la gravité de la situation, mais aucun d'eux n'a d'expérience dans le domaine des volcans[7] et le phénomène de nuée ardente, qui va être fondamental lors de l'éruption, est inconnu desdits scientifiques[8].
- 4 mai : information du ministère à Paris et demande d’instructions par le gouverneur ; annulation d’une excursion sur le volcan ;
- 5 mai : début de panique à la suite de la destruction de l’usine Guérin ; nouvelle inspection du gouverneur et nomination d’une commission d'étude ; afflux de réfugiés des alentours ;
- 6 mai : plus d’électricité et pénurie de nourriture ; maintien de l’ordre par la troupe ; déclaration rassurante du maire ; départs d’habitants refoulés par la troupe sur la route de Fort-de-France ;
- 7 mai : dernier numéro du journal Les Colonies consacré à l’éruption et aux élections ; la commission scientifique nommée par Mouttet rend un rapport très rassurant estimant que l'éruption à prévoir ne serait pas plus grave que celle de 1851[7],[e] ; retour du gouverneur accompagné de son épouse pour rassurer la population ; interdiction aux navires d’appareiller, mais le navire napolitain Orsolina y contrevient sous menaces d’arrestation de son commandant le capitaine Ferrata, qui réplique aux douaniers le menaçant de lourdes sanctions : « Qui me les appliquera ? Demain, vous serez tous morts. »[9],[10] Ce navire sera le seul de tous ceux qui se trouvaient dans la rade à avoir échappé à la catastrophe en partant avant.

### Nuée ardente dévastatrice

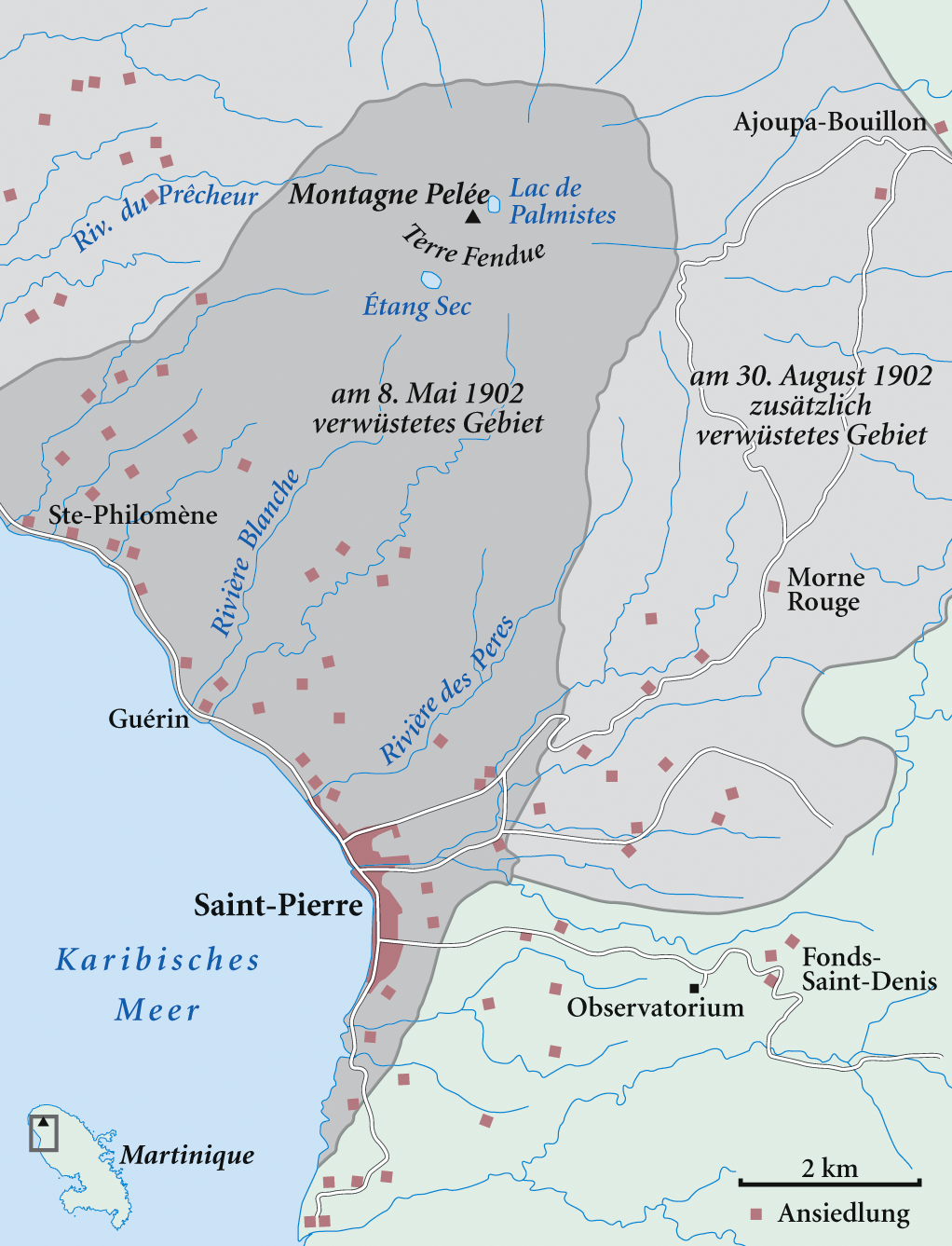
Carte des zones ravagées par les nuées ardentes du 8 mai (gris foncé) et du 30 août (gris clair).

Le jeudi 8 mai, jour de l'Ascension, une explosion se produit dans le cratère de l’étang Sec, dont le flanc est largement échancré depuis la coulée du 5 mai. Un souffle puissant, suivi en trois minutes par un immense nuage pyroclastique, la nuée ardente, bloquée vers le nord et l’est par la falaise de la caldeira et le dôme, emprunte la brèche de l’étang Sec vers la rivière Blanche, déferle à plus de 500 km/h sur la ville et, à 7 h 52 la détruit en grande partie en moins de deux minutes, incendiant les navires ancrés dans la rade.
L’explosion du bouchon provoque un embrasement du cratère et une onde de choc atmosphérique supersonique (environ 450 m/s, 30 hPa de surpression instantanée) ; puis une épaisse émulsion brûlante (environ 1 000 °C) de gaz, d’eau et d’éléments solides en suspension s’échappe d’une bouche au pied du dôme, produisant un panache noir en forme de champignon haut de plus de 4 km au-dessus du volcan, visible à plus de 100 km à la ronde ; il s’effondre sur lui-même et la nuée descendante axée sur la rivière Blanche, couvre de boue, de blocs et de cendres une zone triangulaire définie par étang Sec, Le Prêcheur et Saint-Pierre, de plus de 40 km2 et s’arrête au milieu de la rade à plus de 1 500 m du rivage.

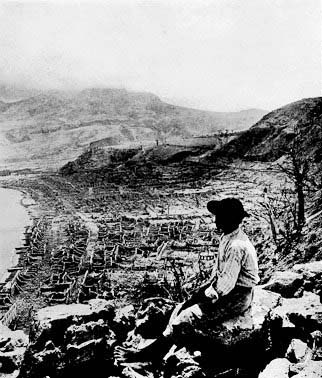
Saint-Pierre en ruine après la nuée ardente.

Des incendies et des lahars aggravent les destructions. Selon l’endroit où elles se trouvent dans la zone ravagée par la nuée ardente, les 30 000 victimes, succombent à l’onde de choc atmosphérique, à l’inhalation de gaz brûlants, à de profondes brûlures, à des chutes de blocs volcaniques, à des écroulements de bâtiments… Le gouverneur Louis Mouttet et son épouse Hélène de Coppet périssent dans la catastrophe. Il s'agit de la catastrophe la plus meurtrière du XXe siècle en France et l'éruption volcanique la plus meurtrière au monde depuis celle du Krakatoa en 1883.

Ruines de la ville de Saint-Pierre après l'éruption volcanique du 8 mai 1902.
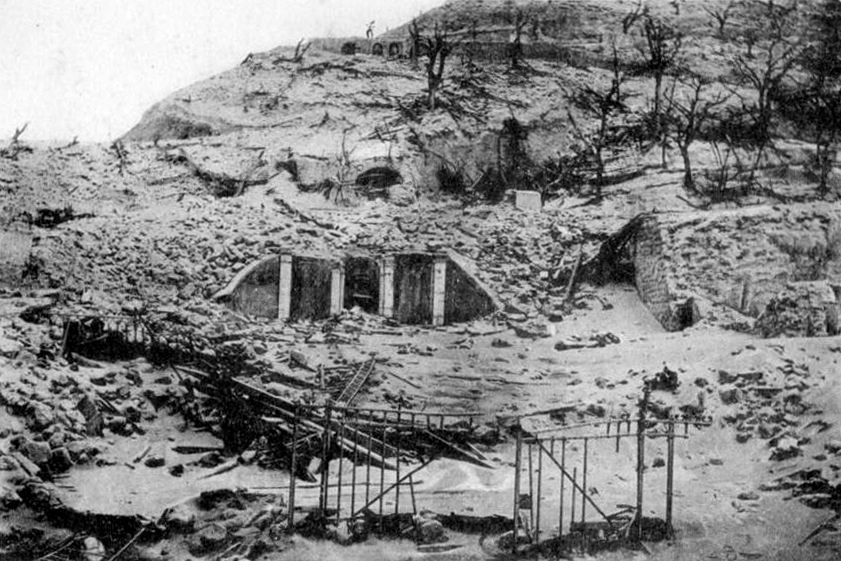
Ruines du théâtre de Saint-Pierre en 1902.
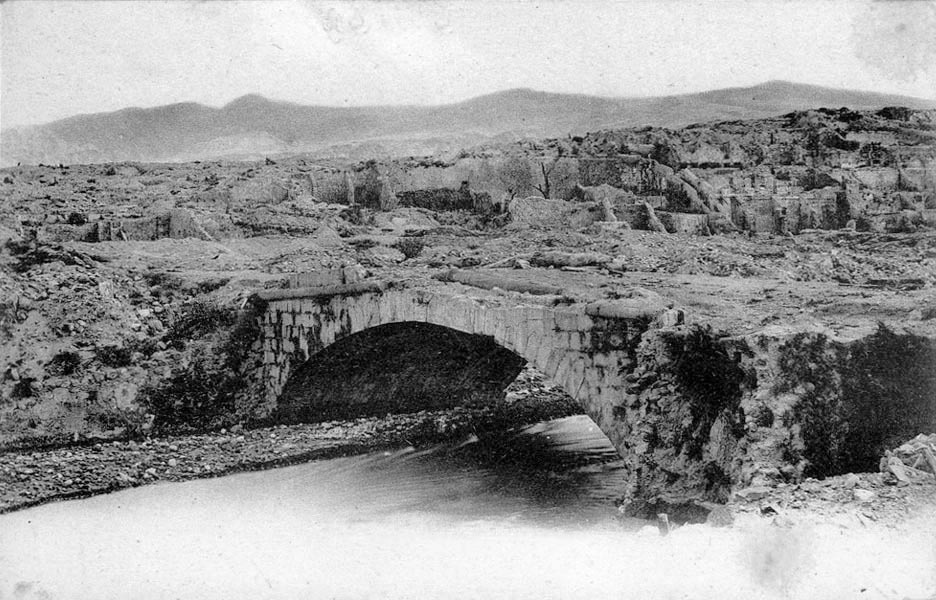
Le pont Roche en 1902, qui a résisté à l'éruption.
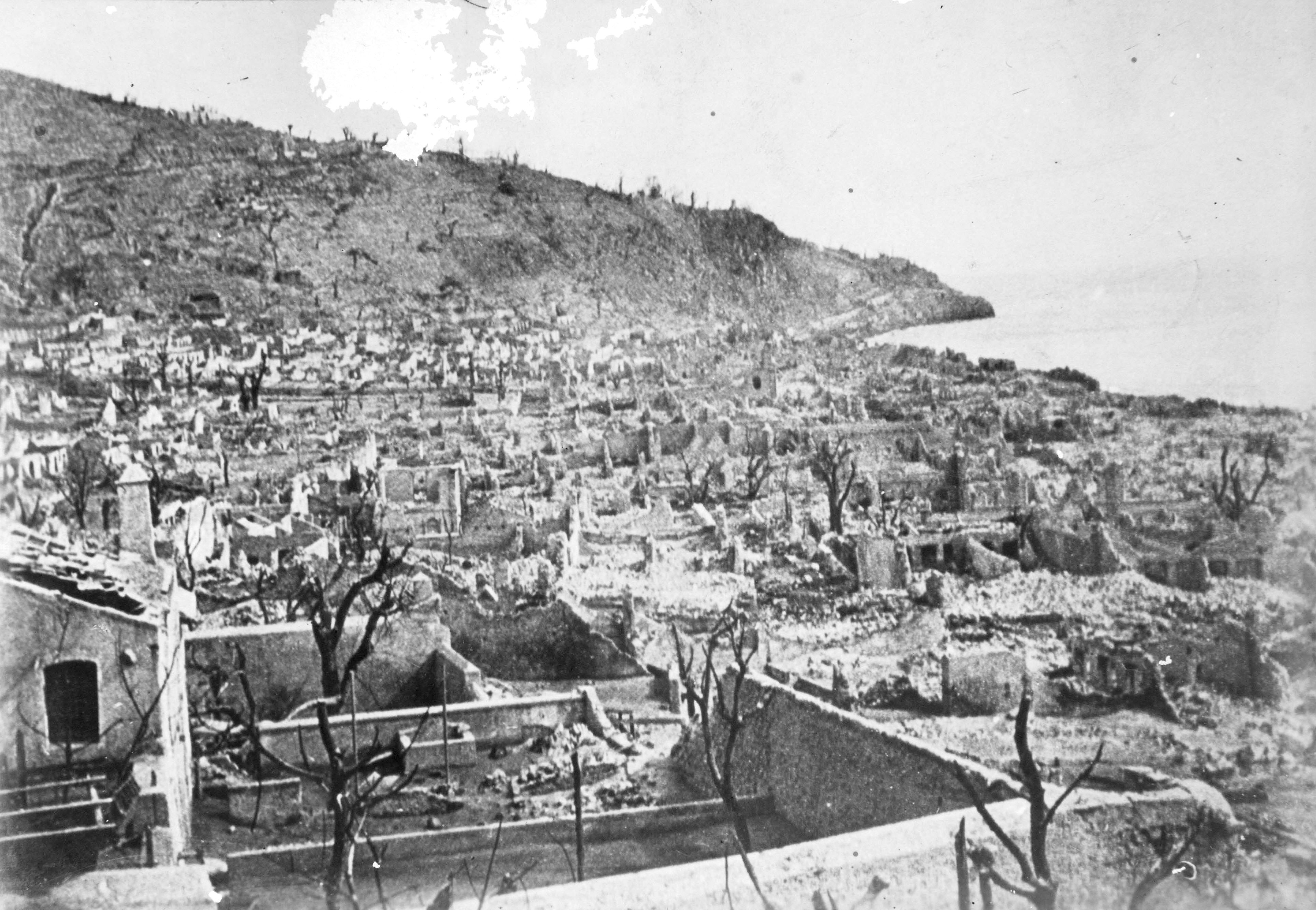
Ruines de Saint-Pierre après la catastrophe.
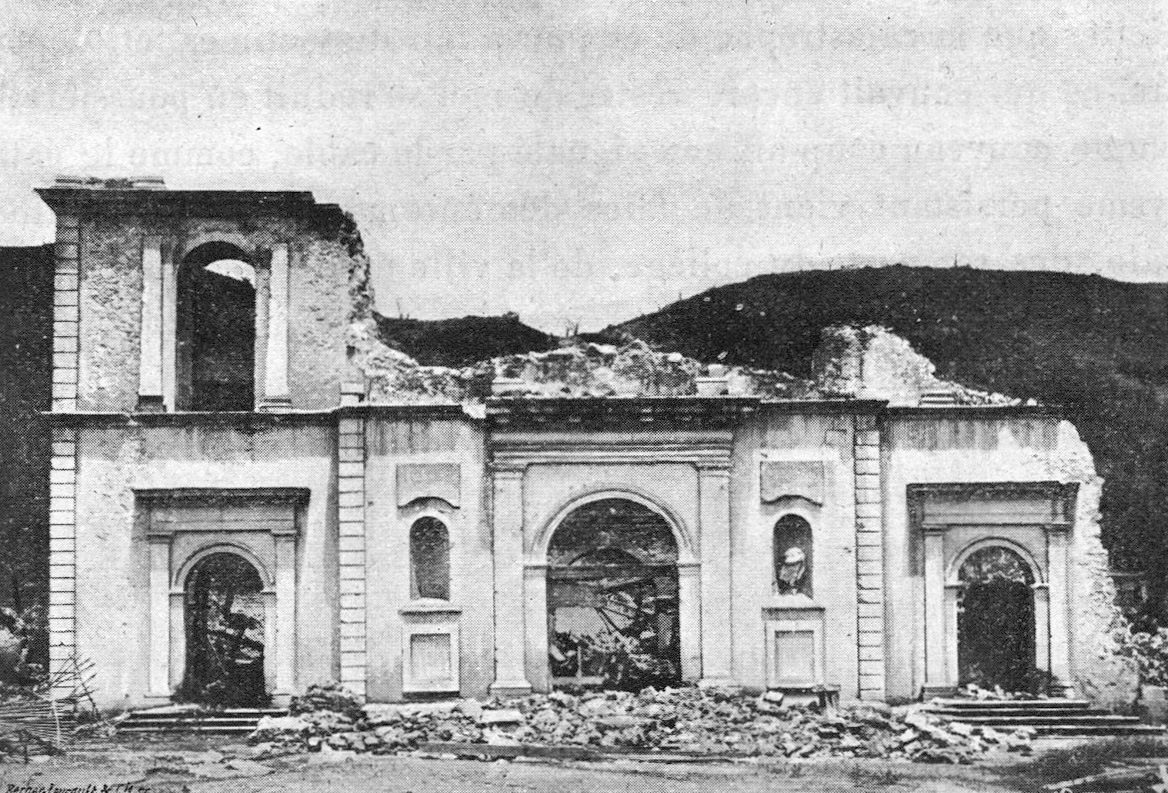
La cathédrale Notre-Dame-du-Bon-Port ruinée.
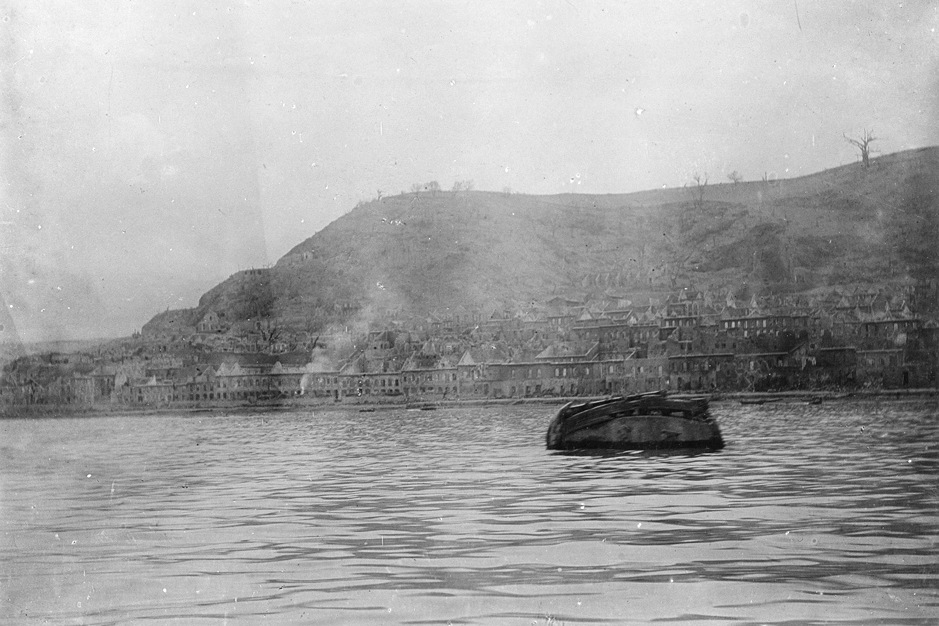
Vue de Saint Pierre depuis le large après l'éruption.
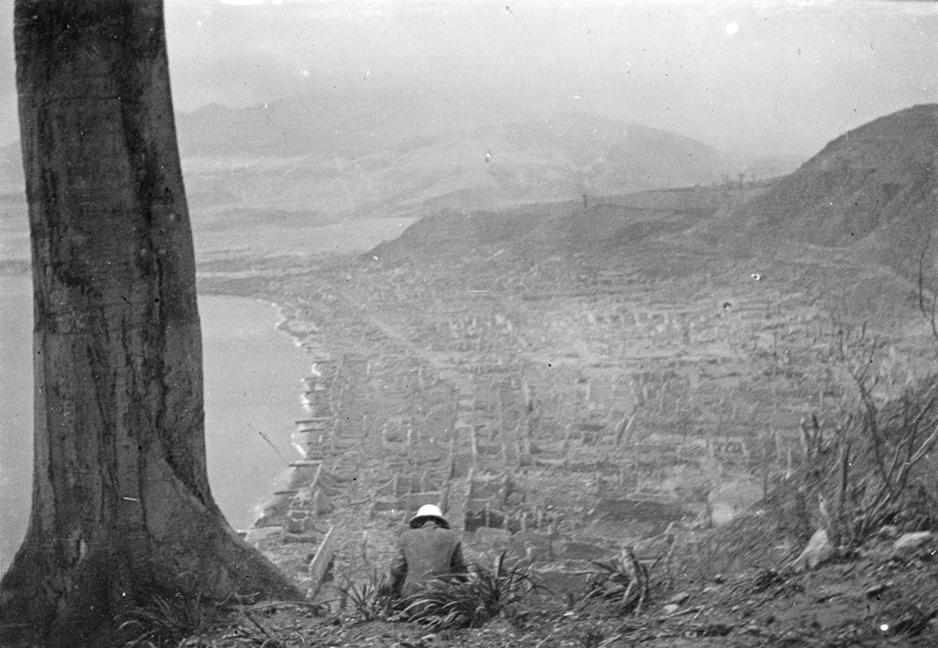
Vue de la ville ruinée.
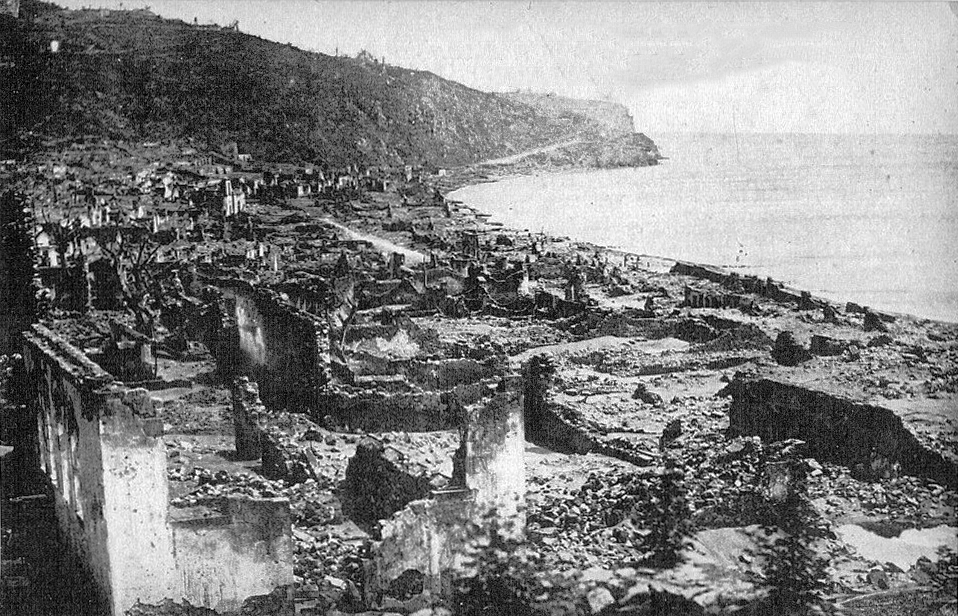
Le quartier du Mouillage après la catastrophe.
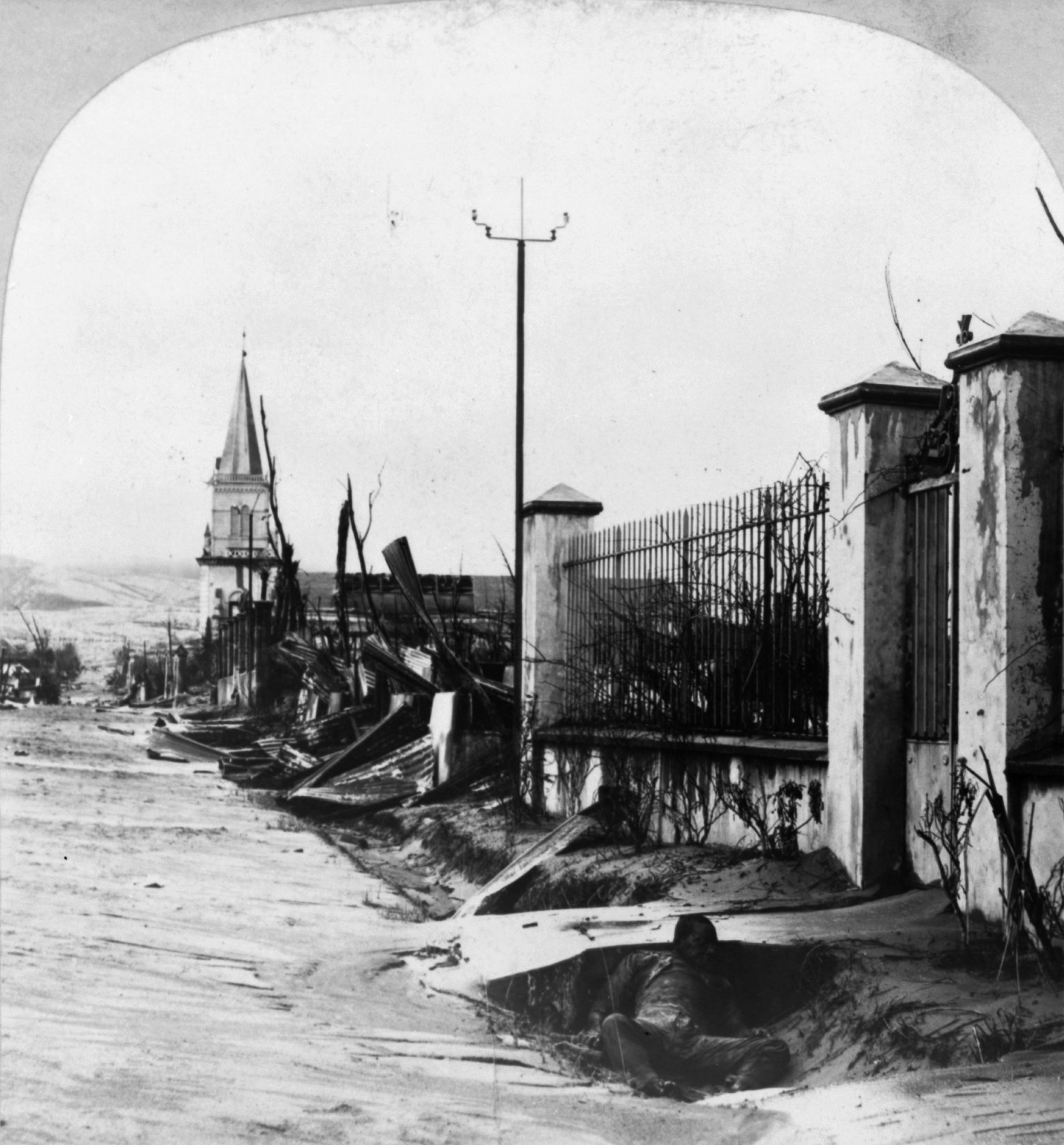
Le Morne-Rouge après l'éruption.
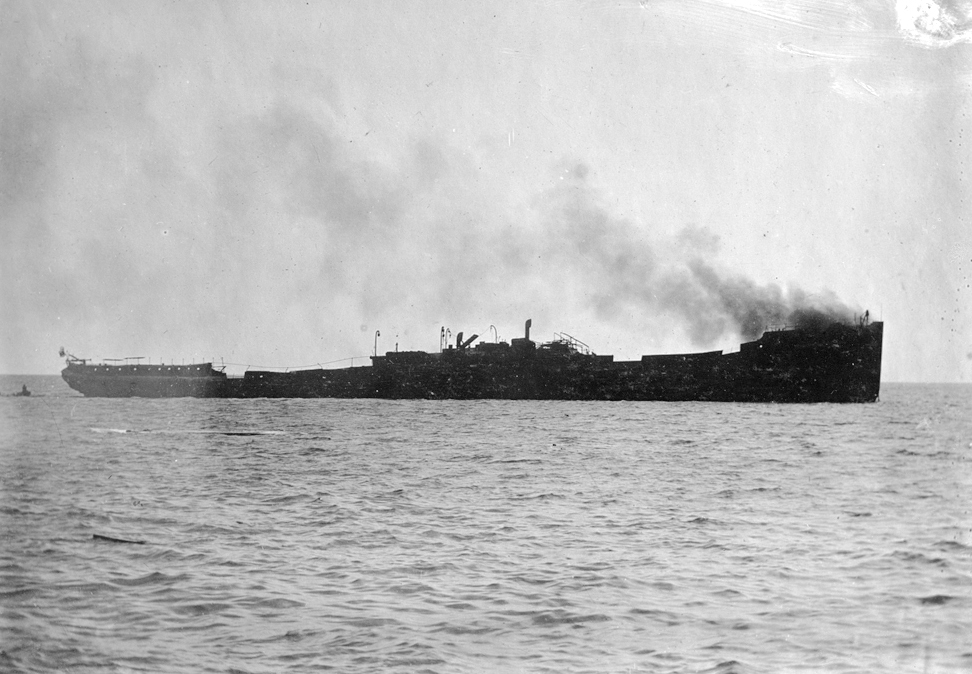
Le navire Roraima fumant après l'éruption.

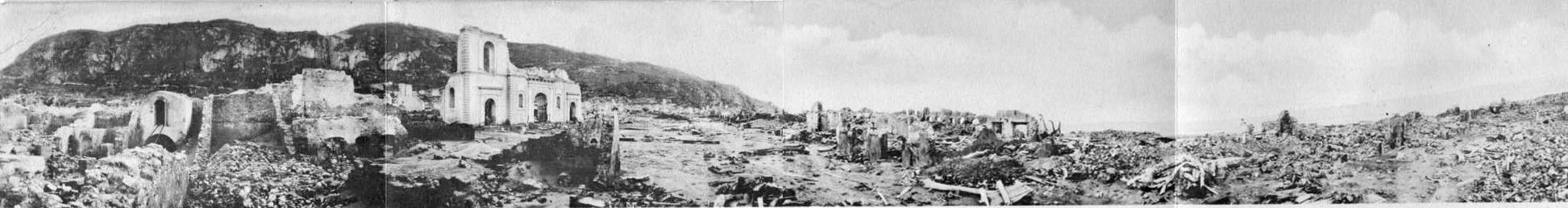
Panorama des ruines de Saint-Pierre après l'éruption volcanique.

Premier secours venant de Fort-de-France, ce navire se présente à l’entrée de la rade à 12 h 30, mais la chaleur l'empêche d'y entrer avant 15 h ; il peut secourir des marins et des passagers du navire marchand Roraima puis des autres navires en feu au mouillage dans la rade ; la plupart sont morts à terre, une vingtaine ont survécu.

### Rescapés

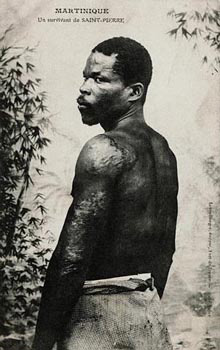
Cyparis, un des seuls rescapés de l'éruption.

À Saint-Pierre, dans la zone urbaine ravagée par la nuée ardente, il n’y eut que trois rescapés recensés :
- Louis-Auguste Cyparis, un ouvrier de 27 ans, enfermé dans le cachot de la prison de Saint-Pierre pour avoir participé à une rixe meurtrière dans un bar — le cachot aux murs très épais, n'avait qu’une étroite ouverture sur sa façade opposée au volcan[A 5]. Il en fut extrait le 11 mai. Bien qu'horriblement brûlé, il survécut, fut gracié et devint célèbre comme « l'homme qui a vécu le jour du Jugement dernier » au cours d’une tournée aux États-Unis du « plus grand spectacle au monde » du cirque Barnum and Bailey's ; il fut le premier Noir célèbre dans le monde du spectacle aux États-Unis[réf. nécessaire][13] ;
- Léon Compère dit Léandre, jeune et robuste cordonnier qui vivait dans un bâtiment aux murs épais situé en bordure de la zone dévastée[A 5] ;
- Havivra Da Ifrile, petite fille échappée in extremis  en se réfugiant dans une grotte marine avec la barque de son frère, et recueillie en mer, plusieurs jours plus tard, par le Suchet[14],[15],[16],[17],[18].

Au mouillage dans la rade, sur le Roraima puis sur les autres navires de la rade en feu, des marins et des passagers ont été secourus par le Suchet  et le Belem ; la plupart moururent à quai, seule une vingtaine survécut.

### Aide aux sinistrés et réfugiés

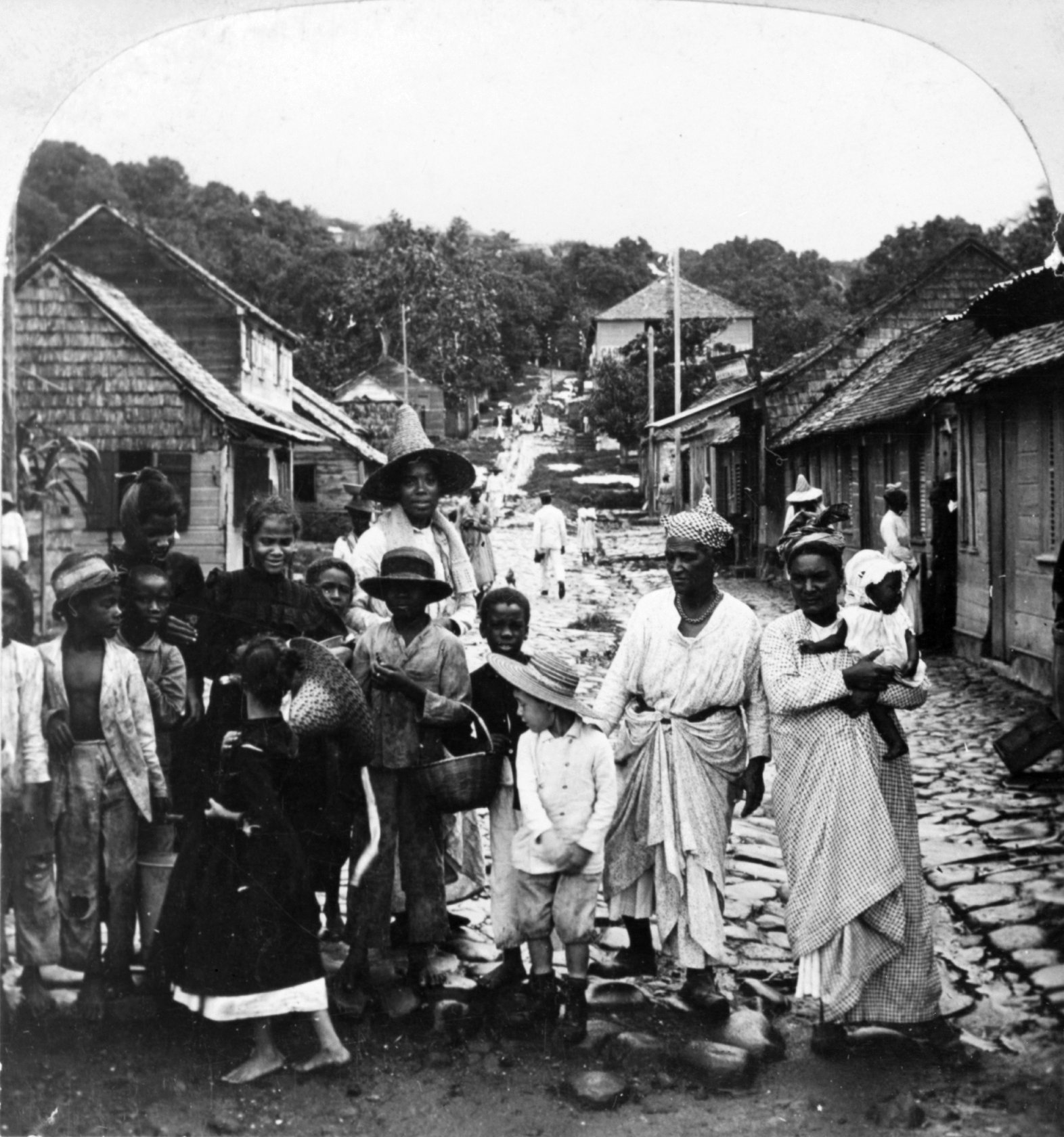
Un groupe de réfugiés rue du Pavé, à Fort-de-France, à la suite de l'éruption de la montagne Pelée en 1902.

La plupart des quelque 22 000 rescapés des communes environnantes se réfugient à Fort-de-France où ils trouvent le dénuement et l'insécurité. Le gouverneur intérimaire G. Lhuerre décide de les renvoyer chez eux dès le 5 août 1902 ; mais les routes vers le nord sont impraticables ; pour les inciter néanmoins à partir, il décide qu’ils ne recevront plus aucun secours en nature après le 15 août.
Dès le 13 mai 1902, un comité officiel d'assistance et de secours aux victimes est créé et une souscription nationale est ouverte par le ministre des Colonies. Ainsi, quelques fêtes semblent être organisées au profit des sinistrés de la Martinique par les sociétés locales comme c'est le cas à Orléans le 6 juillet 1902. À sa dissolution, en 1904, le comité avait récolté près de 10 millions de francs-or.
À l’étranger, les États-Unis, les plus proches des Antilles, interviennent les premiers : le président Theodore Roosevelt fait voter par le Congrès un crédit de 200 000 dollars (environ un million de francs or), pour l'achat de 1 250 tonnes de vivres, médicaments…, apportés par le croiseur Dixie parti de New York le 14 mai et arrivé le 21 mai ; un crédit supplémentaire de 300 000 dollars est ensuite alloué aux sinistrés.

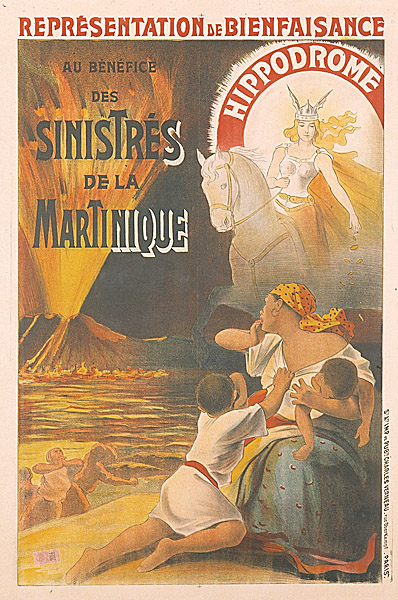
Affiche pour une représentation de bienfaisance au profit des sinistrés.

En Europe, le Royaume-Uni, l’Italie, l'Allemagne, les Pays-Bas, la Russie… participent à cette aide humanitaire pour en moyenne 5 000 dollars chacun.

## Poursuite de l'éruption jusqu'en 1905-1910
Il y eut huit nuées entre le 8 mai et le 30 août, puis d’autres de moins en moins violentes, une soixantaine au total jusqu’à fin 1903. L’épaisseur cumulée des couches de cendres qu’elles ont déposé a dépassé 3 m (rue Levassor déblayée).
- 20 mai : éruption plus violente que la première ; retombées de cendres sur toute l’île ; achèvement des destructions ; quelques victimes, des pillards ; appelée « éruption sanitaire », car les cendres recouvrant les cadavres empêchèrent leur décomposition ;
- 26 mai, 6 juin, 9 juillet : nuées analogues ;
- 30 août : nuée beaucoup plus étendue vers le sud et l'est — accroissement de la surface détruite à 60 km2 environ. Moins explosive et moins brûlante (moins de 120 °C - fonte du soufre), ses éléments incandescents incendièrent néanmoins la végétation et les habitations et de ce fait fit environ 1 400 victimes[11] dont au moins 800 au Morne-Rouge, 250 à L'Ajoupa-Bouillon, 25 à Basse-Pointe et 10 au Morne Capot, car aucune disposition n'avait été prise pour évacuer les habitants ;
- De novembre 1902 à septembre 1903, surrection de l'aiguille filée par une crevasse du dôme ; écroulements successifs aux départs des nuées ; hauteur maximale atteinte par l'aiguille : 310 m environ ; nuées ardentes importantes jusqu'en janvier 1903, s'élevant jusqu'à 4 000 m[A 6].
- Après juillet 1905 et jusqu'en 1910, quelques fumerolles et lente surrection du dôme ; extinction apparente.

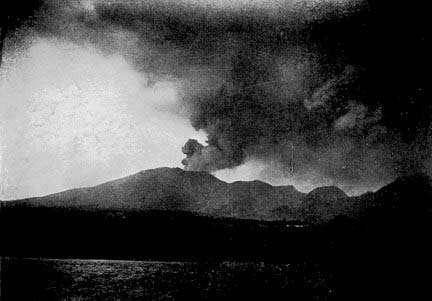
Image de la Montagne pelée le 26 mai 1902, prise par le géologue américain Angelo Heilprin.
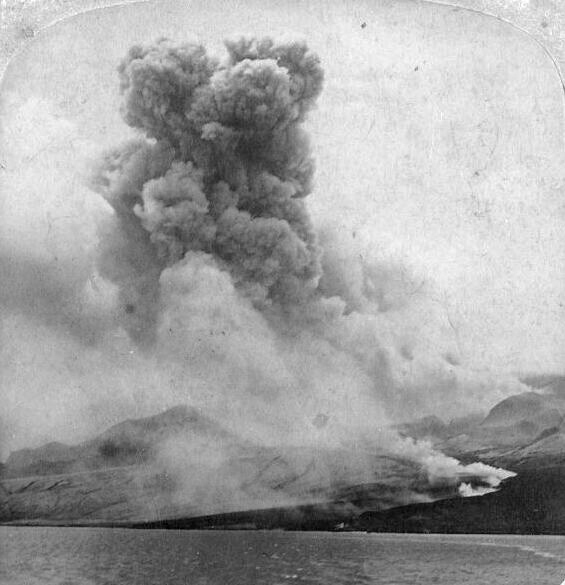
Images prises le 6 juin 1902.
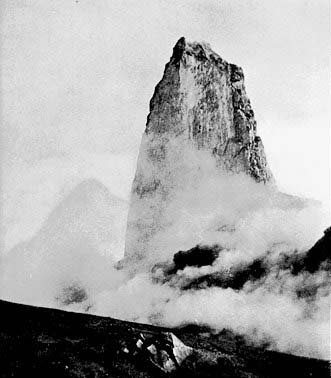
Aiguille de lave formée après le cataclysme, photographiée avant son effondrement.
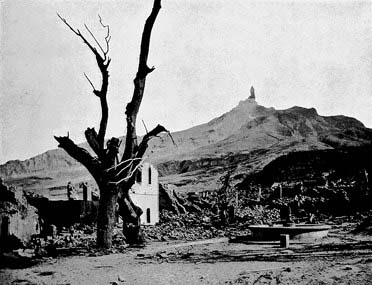
Le volcan et son aiguille de lave après l'éruption du 8 mai 1902.
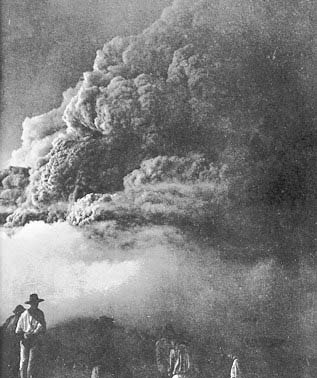
Image d'une nuée ardente, prise par Angelo Heilprin le 30 août 1902.
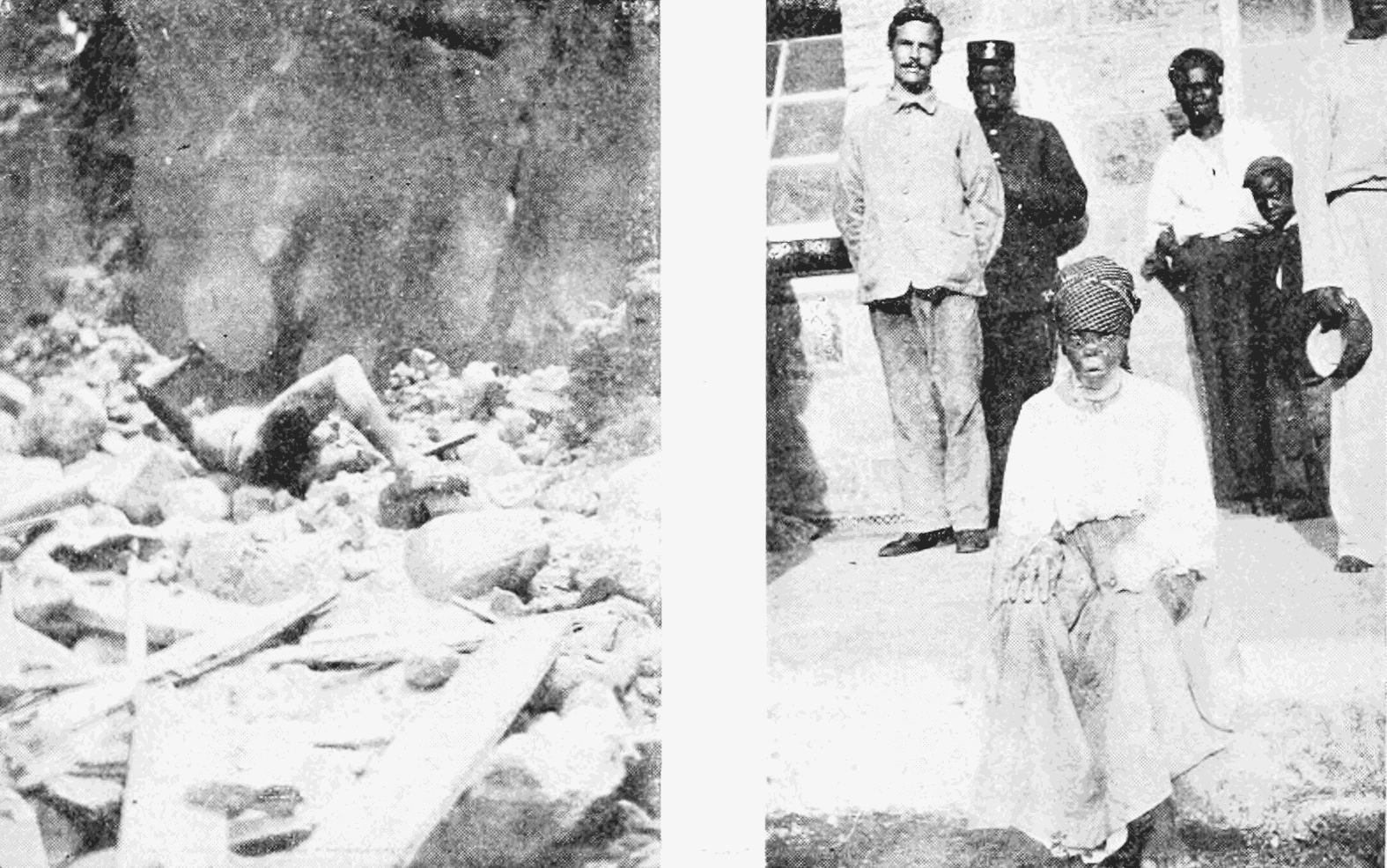
Images de victimes de l'éruption de 1902.

## Analyse des causes de la catastrophe de 1902
Comme toutes les catastrophes dites « naturelles », celle-ci a eu deux causes, l’une naturelle — la nuée ardente irrépressible, aux effets inévitables, mais qui auraient pu n'être qu’écologiques et matériels — et l’autre humaine — la décision de ne pas faire évacuer la ville et de ne pas autoriser le départ des navires à l’ancre, dont la conséquence a été la mort de la population et de celle des marins et passagers.

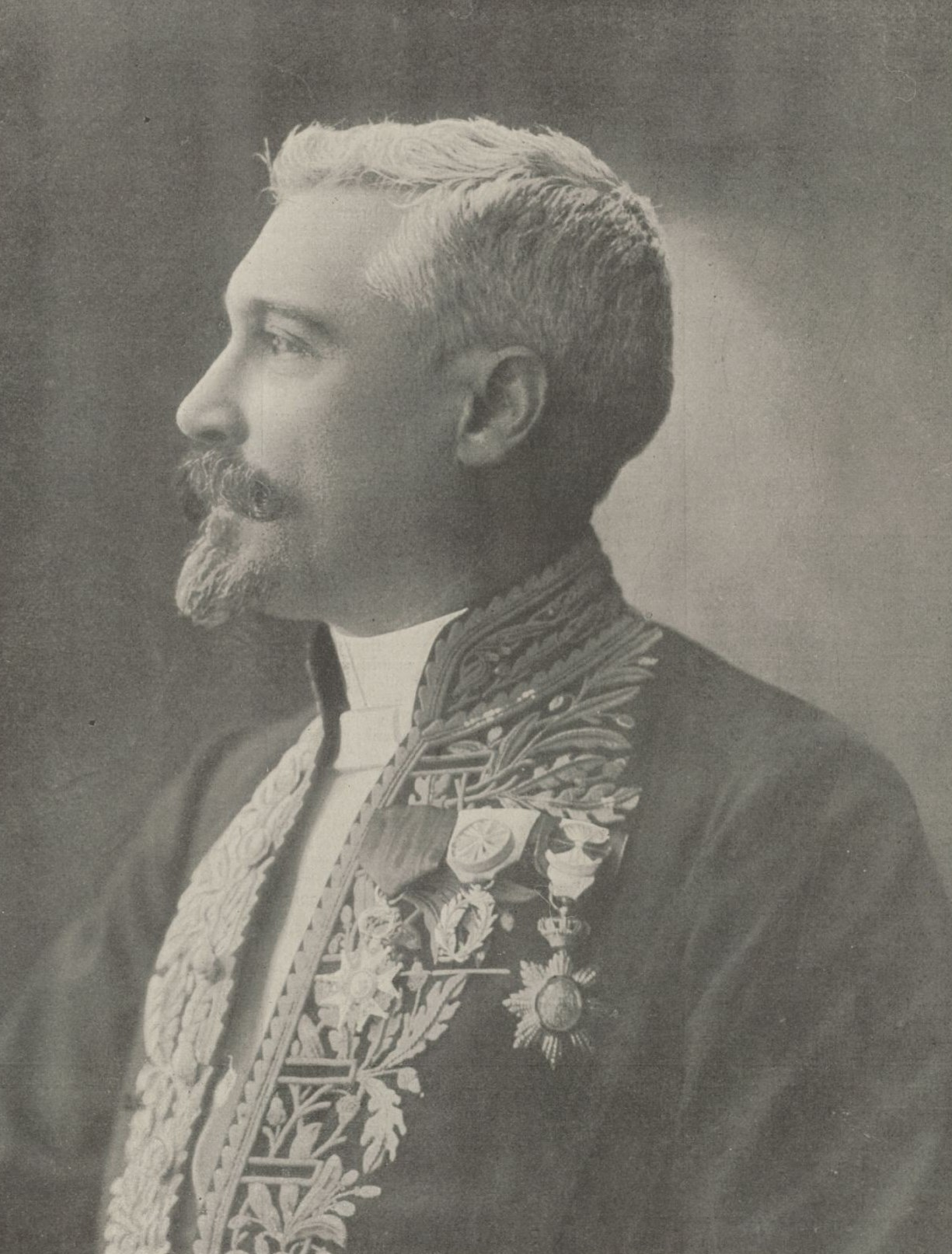
Louis Mouttet, gouverneur de la Martinique de 1901 à 1902.

On savait évidemment que les éruptions volcaniques étaient susceptibles de provoquer des catastrophes et on en connaissait les effets décrits à propos de celles du Vésuve (79, 1631) du Lakagígar (1783), du Krakatoa (1883)… Mais on ignorait pratiquement tout du déroulement, ainsi que de la nature et de la contingence des événements dangereux : le 7 mai, 150 km plus au sud, une nuée ardente de l’éruption en cours de la soufrière de Saint-Vincent avait fait près de 2 000 victimes malgré l’évacuation de la population exposée ; à Saint-Pierre, les autorités et en premier lieu le gouverneur Louis Mouttet, en poste depuis 1901, le savaient, mais n’en ont pas tiré la leçon qui s’imposait ; les géologues et journalistes américains arrivés sur place le 21 mai avec le Dixie furent stupéfiés par l’aspect, la nature et l’ampleur des destructions.
Risque naturel inconnu, sous-estimé, négligé ? Quoi qu’il en soit, c’est bien pour assurer le déroulement du second tour de l’élection législative que les autorités politiques et administratives ont empêché l'évacuation de Saint-Pierre, cause humaine qui a provoqué la catastrophe humanitaire.

## Conséquences

### Sociales, politiques et économiques
Les conséquences sur la vie sociale, politique et économique de la Martinique furent considérables : Fort-de-France, déjà chef-lieu administratif, devint la ville principale de l’île et il ne resta de Saint-Pierre qu’un gros village agricole ; l'orphelinat de l'Espérance fut créé à Fort-de-France pour accueillir de nombreux enfants ; une partie de la population sinistrée fut relogée dans d'autres villes de la Martinique, sur la côte nord-atlantique et dans le Sud de l'île. D'autres partirent pour la Guadeloupe, Sainte-Lucie, Trinidad, la Guyane, le Panama, le Venezuela…

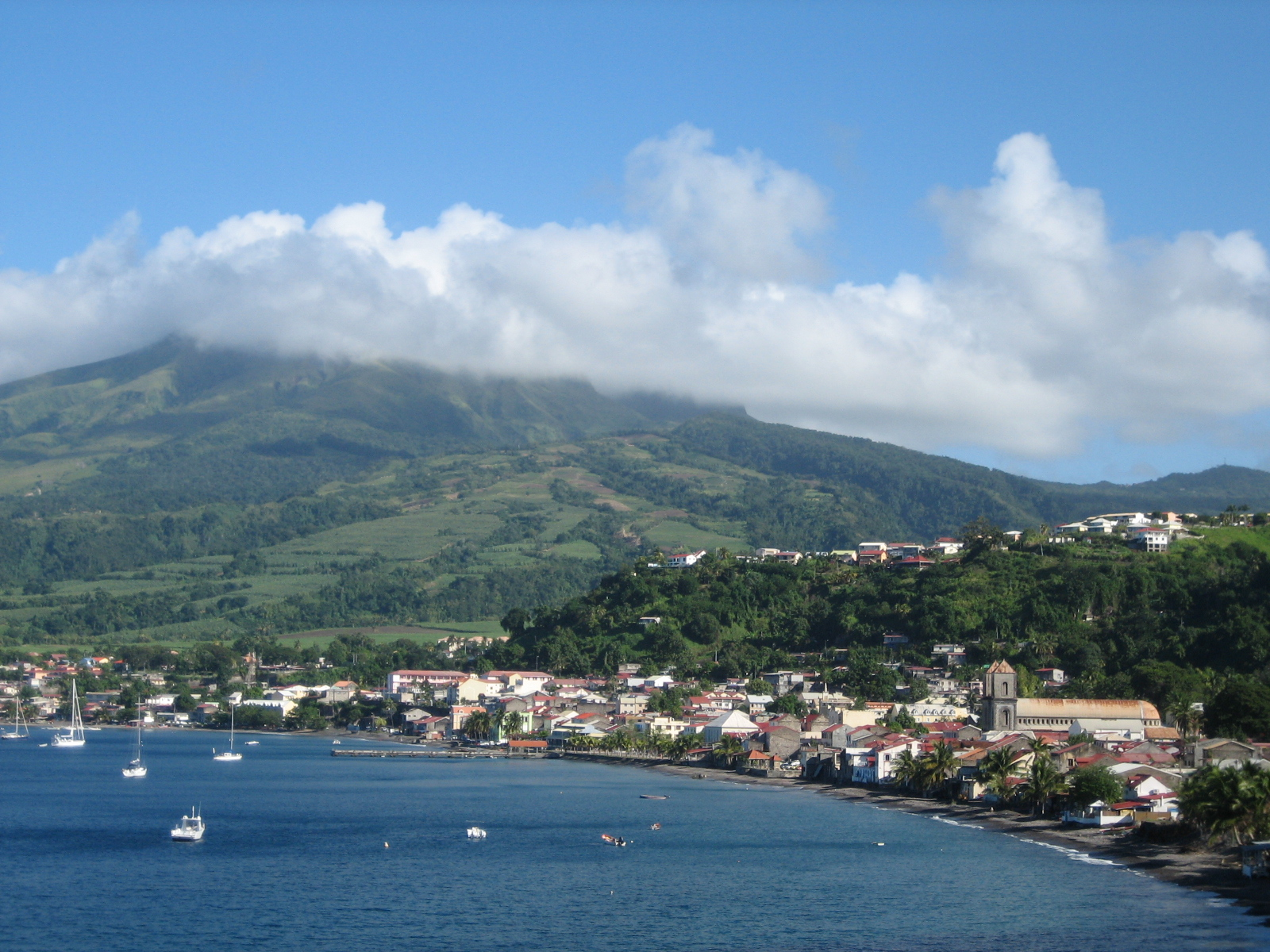
Vue générale de Saint-Pierre.

Saint-Pierre redevient une commune en 1923 et la ville commence alors à renaître de ses cendres. Elle est progressivement reconstruite (la chambre de commerce est reconstruite à l'identique et devenue une antenne locale de la Chambre de commerce et d'industrie de la Martinique).

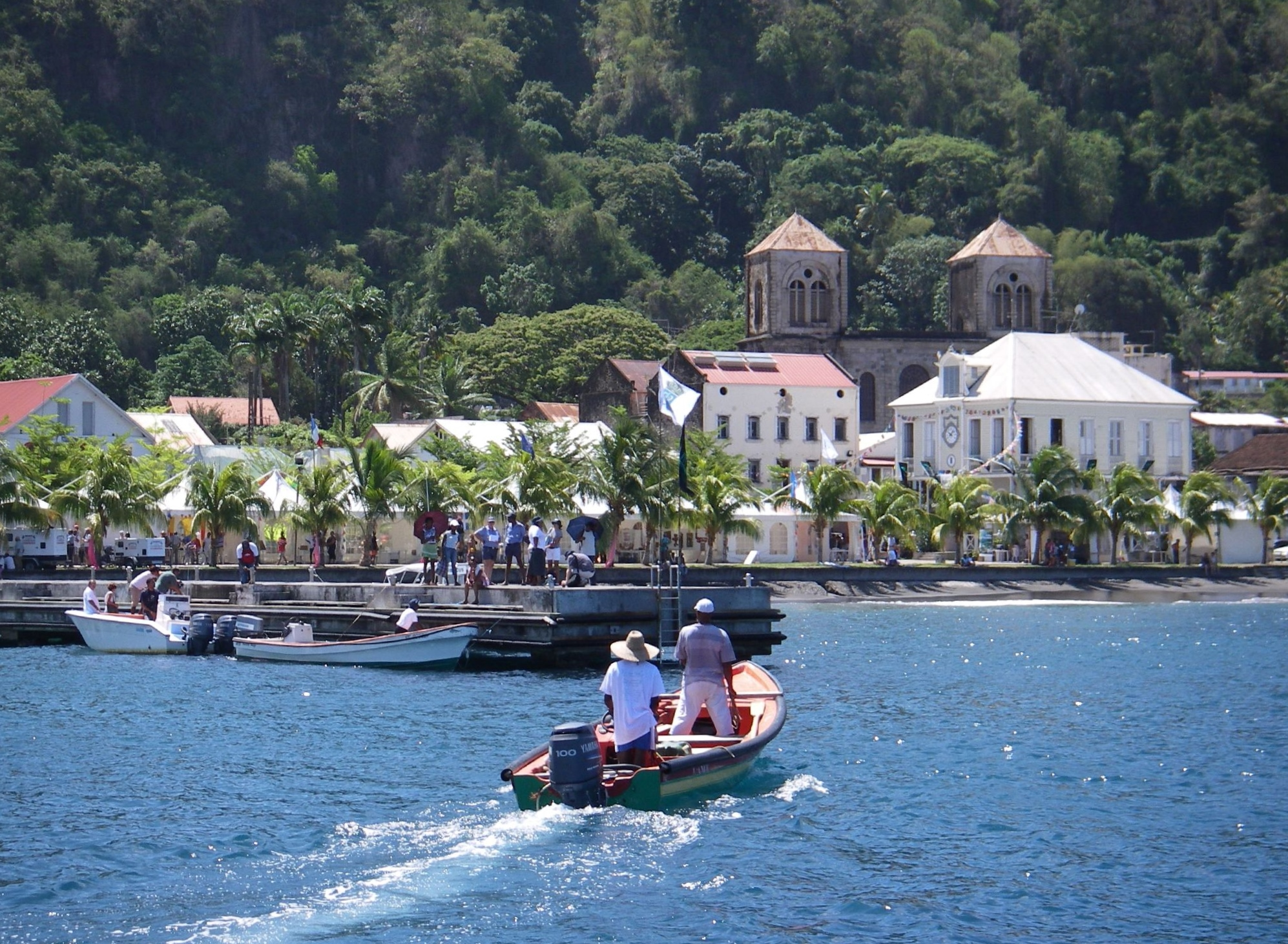
Vue du centre-ville de Saint-Pierre depuis le large.

L'ensemble de la ville est labellisée Ville d'Art et d'Histoire en 1990 par le ministère de la Culture et de la Communication. De ce fait, l'activité de Saint-Pierre est basée essentiellement sur le tourisme et notamment sur la plongée, le port présentant de nombreuses épaves de navires.

### Naissance de la volcanologie scientifique
Avant cette catastrophe, la volcanologie n’était qu’une branche mineure de la géologie. Elle devint une science à part entière à la suite des nombreuses observations que firent sur place de nombreux géologues et aux comptes-rendus qu’ils publièrent.
Le 21 mai, avec les premiers secours, le Dixie amena aussi sur place plusieurs géologues, Heilprin, Hovey, Jaggar… pour étudier l’événement ; Lacroix arriva sur place le 23 juin et en repartit le 1er août. Aucun d’entre eux n’avait pu assister à une nuée ardente et ils donnèrent diverses interprétations différentes du phénomène en cause.
Revenu précipitamment après le second désastre du 30 août, Lacroix effectua l’étude détaillée de plusieurs nuées auxquelles il assista jusqu’en mars 1903 ; il en décrivit de façon détaillée la forme et le comportement, expliqua l’origine et la raison de leur dangerosité et produisit le premier rapport de vulcanologie scientifique publié pour le grand public par Masson sous le titre La montagne Pelée et ses éruptions.
Perret fit ensuite l’étude complète de l’ensemble de l’éruption de 1929/1932, en a dressé la carte détaillée et a créé l’observatoire du Morne des Cadets.

### Effets sur la nature
L’éruption a également ravagé la végétation et la plus grande partie de la faune dans la zone affectée par les nuées successives ; en particulier, on lui attribue la disparition du rat musqué de la Martinique.

## Éruption de 1929-1932
Les effets de cette éruption magmatique, un peu moins violente mais plus durable, ont été limités aux destructions matérielles, car on avait pris la précaution d’évacuer toute la population du Nord de l’île, en utilisant la carte de risque levée par Perret et ses observations depuis le morne des Cadets où il établit ensuite l’observatoire qui assure toujours la sécurité du Nord de l’île.
- fin août : grondements et fumerolles acides ;
- 16 septembre : explosions ; panique à Saint-Pierre ;
- mi-octobre : intensification des explosions de plus en plus violentes ; évacuation de la population ;
- mi-novembre : début des nuées ;
- 16 décembre 1929 : nuée la plus violente ; début de la surrection du second dôme ;
- 1930/1932 : diminution progressive de l’activité ; début de l’assoupissement actuel.

## Visites à Saint-Pierre
- Commémorations :
  - Monument (derrière la cathédrale reconstruite) ;
  - Statue de Frank Perret (à l’entrée sud de la ville).
- Musées :
  - La maison des volcans : photographies, articles de journaux ;
  - Musée Franck-A.-Perret : objets, gravures, photographies, témoignages
- Ruines :
  - Rue Levassor : déblayée de cendres sur plus de 3 m d'épaisseur ;
  - Théâtre : escaliers, dallage, pans de murs… ;
  - Église du Fort : ruines conservées en l’état ;
  - Cachot de Cyparis : les murs épais de ce cachot de la prison de Saint-Pierre ont sauvé la vie du prisonnier ;
  - Asile Bethléem : ruines de la chapelle ;
- Épaves de la rade de Saint-Pierre une douzaine d’épaves, le Biscaye ex Gabrielle, le Roraima, le Dalia, le Diamant, le Tamaya, le Nord-America, le Clementina, le Grappler, Le Theresa Lo Vigo, l'Amelie  échouées dans la rade par plus de 100 m de fond, constituent un site d’archéologie sous-marine et de plongée.
- Observatoire du Morne des Cadets (à Fond-Saint-Denis) : installé par Perret pour surveiller le volcan ; panorama de l’ensemble du site.

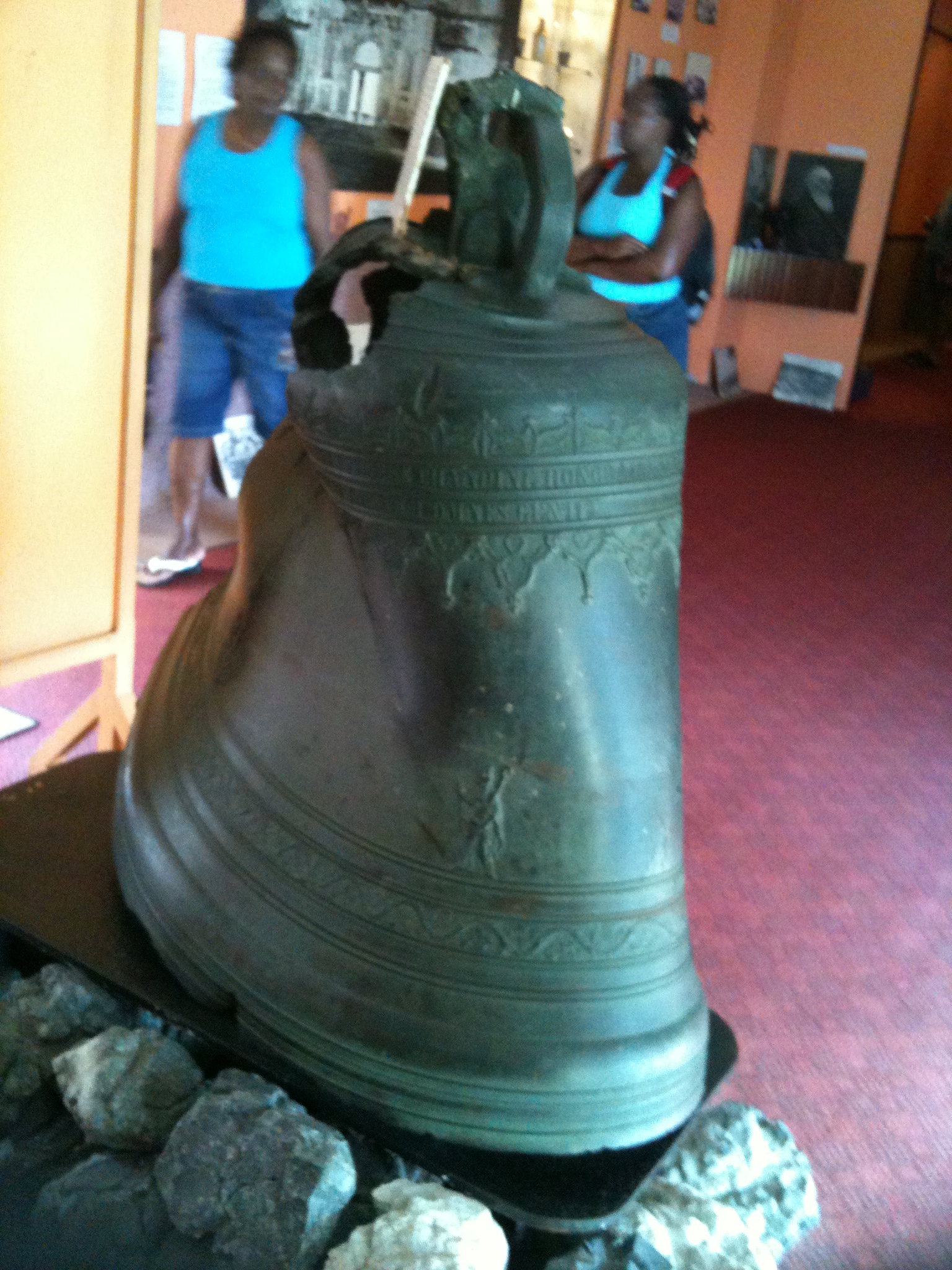
Musée Frank Perret : bourdon de la cathédrale déformé par la chaleur.
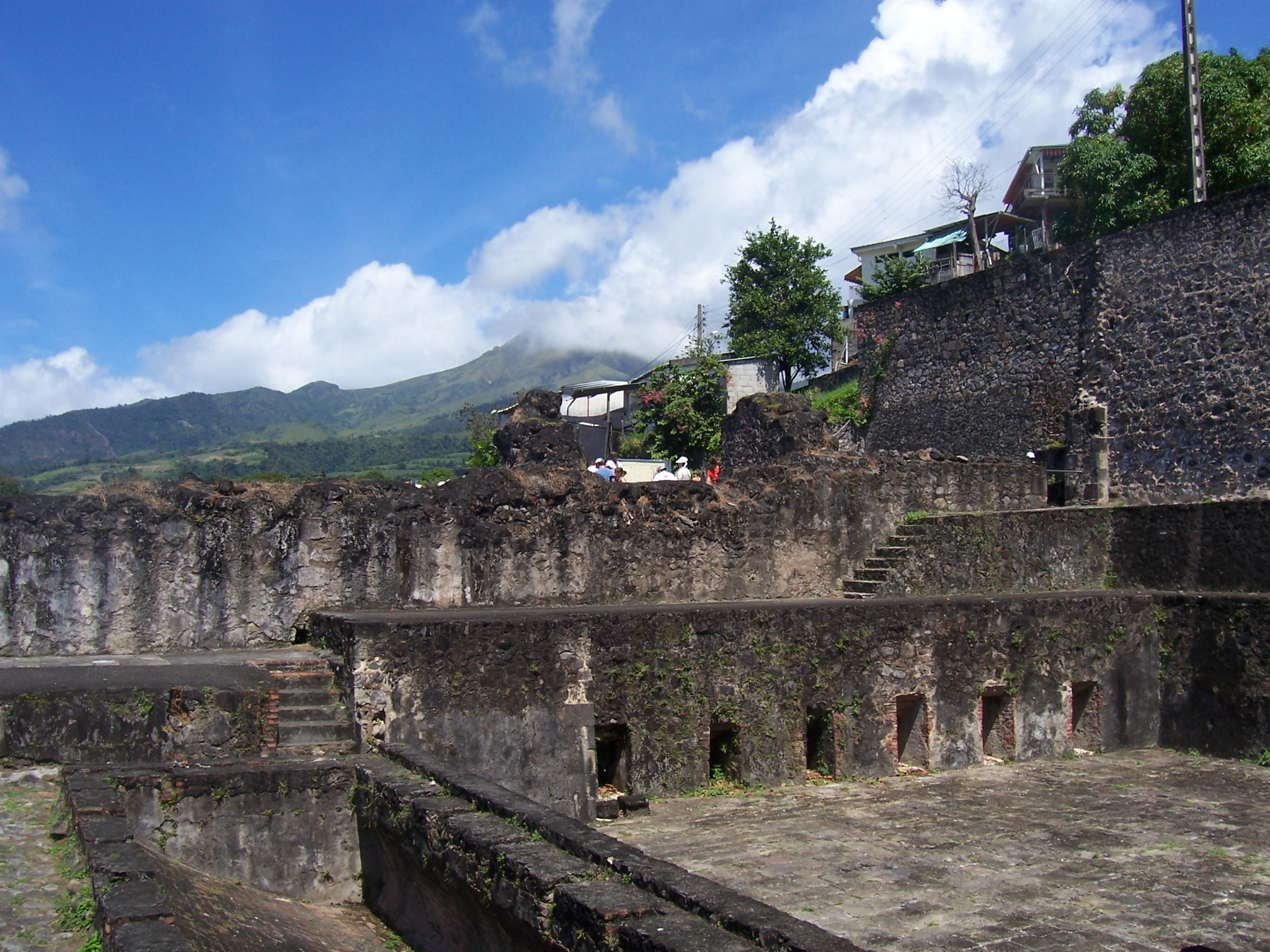
Ruines du théâtre.
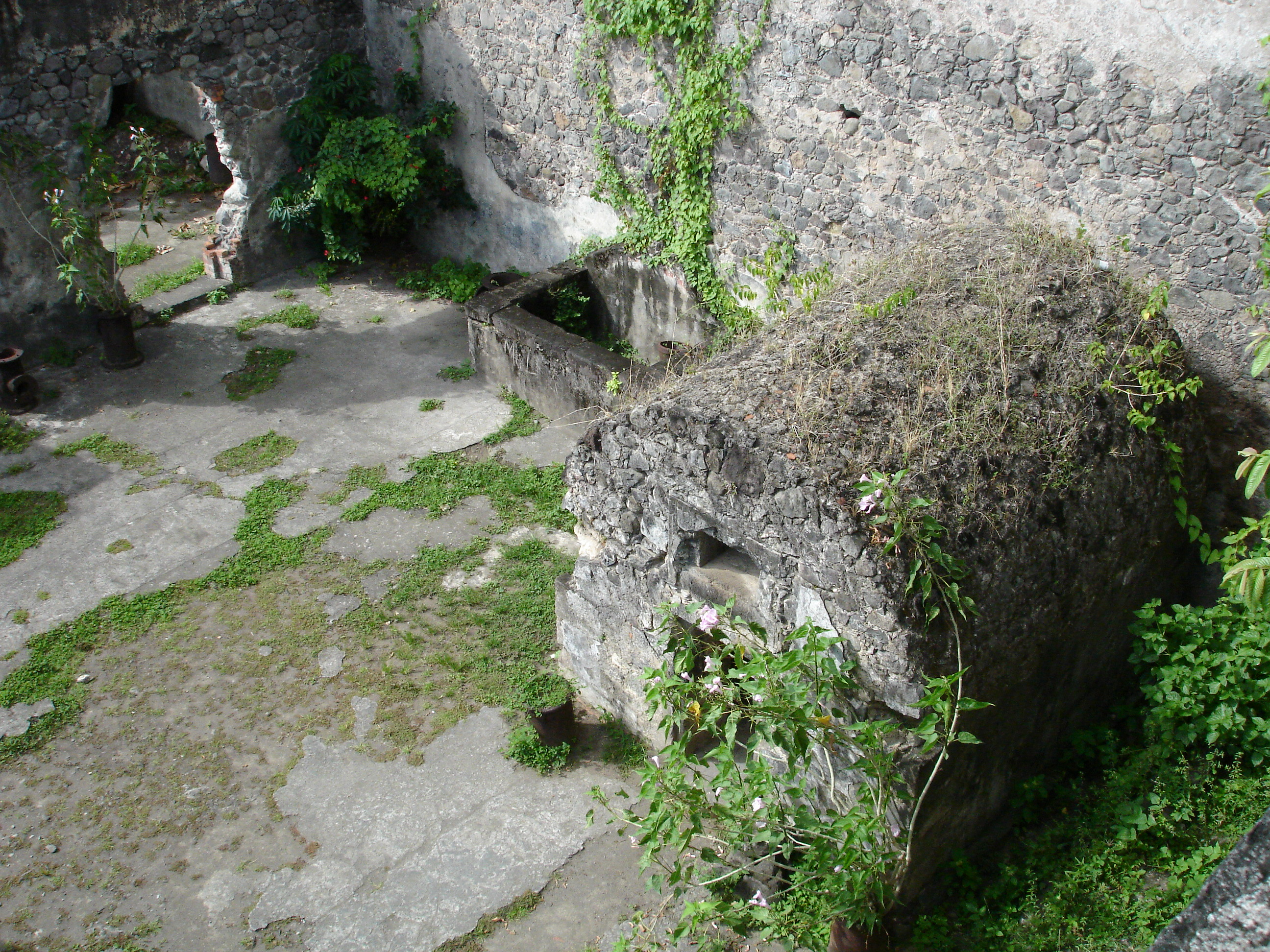
Cachot de Cyparis.
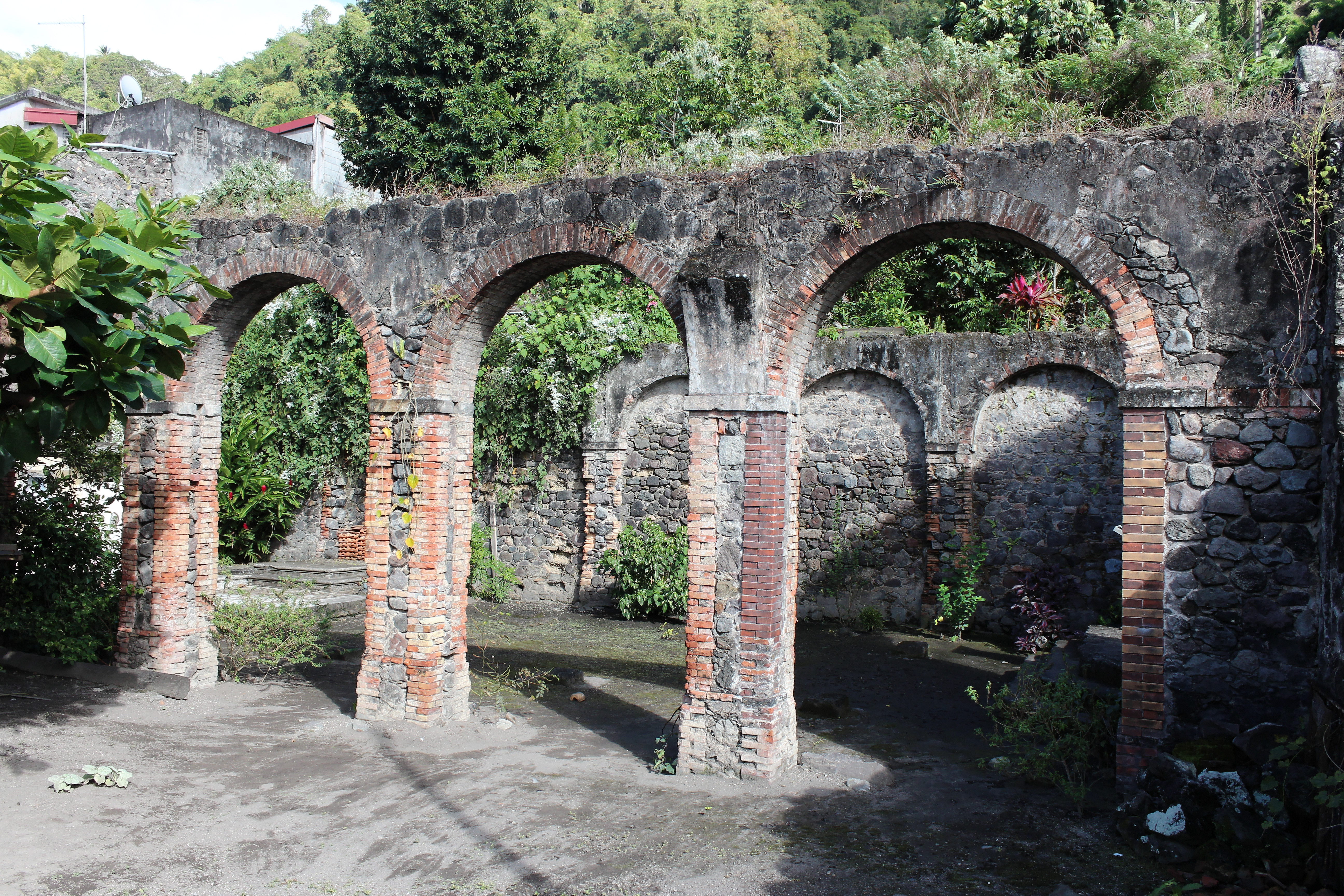
Ruines de l'asile Bethléem.

Les différentes ruines et les épaves des navires coulés lors de l'éruption ont fait l'objet d'une demande de classement au patrimoine mondial de l'UNESCO. La décision n'est pas encore prise[réf. nécessaire].

### Vidéographie
- « Eruption de la montagne Pelée - 8 mai 1902 » [vidéo], sur ina.fr, Programmes du CERIMES, 1er janvier 1974
- « Témoignage d'une femme ayant vécu l'éruption à Saint Pierre » [vidéo], sur ina.fr, RFO Télé Martinique, 1er janvier 1978

### Musique
- La Chandelle (paroles en créoles à base lexicale française), d'Eugène Mona, 1975 [22]
- Moin ka douté(cpf), d'Eugène Mona, 1976 [23]. Dans la première chanson, le chanteur évoque les mœurs de la ville d'avant éruption et dans la deuxième, il explique pourquoi Saint-Pierre n’a jamais retrouvé son éclat.

### Littérature
- Raphaël Confiant, Nuée ardente, roman. Paris : Mercure de France, 2002. (Folio n° 4065).
- Évelyne Brisou-Pellen, La Voix du Volcan, roman. Oskar éditeur, 2013.
- Daniel Picouly, Quatre-vingt-dix secondes, éditions Albin Michel, (2018), prix Nice-Baie-des-Anges 2019
- Gaston-Paul Effa, Le Miraculé de Saint-Pierre, 2017